# Почесна грамота Київського міського голови
Почесна грамота Київського міського голови — заохочувальна відзнака працівників підприємств, установ і організацій міста Києва, які внесли вагомий особистий вклад у створення матеріальних і духовних цінностей, досягли визначних успіхів у науковій та іншій творчій роботі, високої майстерності у професійній діяльності. Старша нагорода — нагрудний знак «Знак Пошани». Молодша нагорода — Подяка Київського міського голови

## Відомості про нагороду
Почесною грамотою Київського міського голови нагороджуються працівники підприємств, установ та організацій на основі подання адміністрації незалежно від їх адміністративного підпорядкування і форм власності.
Подання містить в собі основні біографічні дані працівника, характеристику його трудової діяльності за весь час роботи, а також дані про конкретні особливі заслуги та трудові досягнення, громадську діяльність і вноситься до відділу кадрової роботи та з питань державної служби і нагород Київської міської державної адміністрації за 30 днів до відзначення ювілеїв або професійних свят.
Почесна грамота вручається відповідно до розпорядження Київського міського голови мешканцям столиці, які своєю працею внесли вагомий особистий вклад у розвиток усіх сфер життя міста.
Почесна грамота вручається Київським міським головою або за його дорученням заступником міського голови, заступниками голови міськдержадміністрації. Вручення проходить в урочистій обстановці.

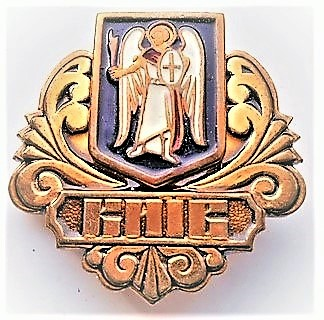
Нагрудний знак до Почесної грамоти Київського міського голови

Разом із Почесною грамотою одночасно вручається нагрудний знак до Почесної грамоти Київського міського голови та цінний подарунок (годинник).

## Нагрудний знак до Почесної грамоти Київського міського голови
Разом із Почесною грамотою одночасно вручається нагрудний знак до Почесної грамоти Київського міського голови.
Нагрудний знак до Почесної грамоти Київського міського голови виготовляється з жовтого металу.
На аверсі нагрудного знака зображення герба міста Києва. Зображення герба прикрашено рослинним орнаментом (стиль — бароко) з написом внизу під гербом золотими буквами «Київ». Розмір нагрудного знака 30×30 мм.
На реверсі знака напис по колу «Почесна грамота Київського міського голови» та застібка.